# Совет церквей Квинсленда
Совет церквей Квинсленда (англ. Queensland Council of Churches) — объединение лидеров евангелических христианских церквей в австралийском штате Квинсленд. Созданный для координации усилий различных конфессий в вопросах общественного влияния и взаимодействия с властями, совет играл значительную роль в религиозной жизни региона в конце XIX — первой половине XX веков.

## История
Совет церквей Квинсленда был основан в 1896 году. Первым президентом стал баптистский священник Уильям Вейл, а секретарём — методист Генри Янгман. Организация носила различные названия: «Совет церквей» (англ. Council of Churches), «Совет церквей Квинсленда» (англ. Queensland Council of Churches) или «Совет церквей в Квинсленде» (англ. Council of Churches in Queensland).
Основными вопросами, которые поднимал совет, были борьба с азартными играми и соблюдение воскресного дня. В 1905 году организация резко критиковала железнодорожные компании за предоставление скидок на поездки по воскресеньям, что, по мнению членов совета, способствовало «осквернению субботы».

### Президенты (1896–1908)
- 1896 — Уильям Вейл (баптист)
- 1897 — Уолтер Татхэм
- 1898 — Чарльз Стед (скончался в 1916)[8]
- 1899 — Питер Робертсон (пресвитерианин)
- 1900 — Джон У. Робертс (конгрегационалист), позже заменён Питером Томсоном[9]
- 1901 — Джордж Граймс[10]
- 1902 — Роберт Стюарт[11]
- 1903 — Томас Нисбет[12]
- 1904 — А. Дж. Гриффит (конгрегационалист)[13]
- 1905 — Генри Янгман (методист)[14]
- 1906–1907 — Джордж М. Райс[15]

### Брисбенская церковная федерация (1913–1925)
- В 1913 году была создана Брисбенская церковная федерация, преобразованная в 1925 году в Совет церквей Квинсленда[16]. Среди её руководителей:
- 1914, 1917–1918 — Генри Янгман[17]
- 1916 — У. Дж. Танли
- 1923 — Чарльз Альфред Уайт

### Возрождённый совет (1925–1950-е)
- После реорганизации 1925 года[18] ключевыми фигурами стали:
- 1926 — У. Х. Грин[19]
- 1933–1934 — Норман Стюарт Миллар (пресвитерианин)[20]
- 1935–1940 — Гарольд М. Уилер[21]
- 1947 — Альберт Батлер (баптист)[22]
- 1949–1952 — Р. Э. Пашен (пресвитерианин)[23]

- Литература
- Kaye, Bruce. A Church Without Walls: Being Anglican in Australia. Melbourne: Dove Communications, 1995.
- O'Brien, Anne. God's Willing Workers: Women and Religion in Australia. Sydney: UNSW Press, 2005.
- Piggin, Stuart. Evangelical Christianity in Australia: Spirit, Word and World. Melbourne: Oxford University Press, 1996.